# Національний парк Хосе Армандо Бермудес
Національний парк Хосе Армандо Бермудес національний парк у Домініканській Республіці, охоплює північні схили і центральні ділянки пасма Кордильєра-Сентраль.
Парк створений одночасно з Національним парком Хосе-дель-Кармен-Рамірес у лютому 1956-го. Територія відома холодною та прохолодною температурою протягом більшої частини року (від -9 °C до 15 °C), незважаючи на розташування у тропіках.

## Природа
Належить до еспаньйольських соснових лісів — екорегіону тропічних і субтропічних хвойних лісів.
Лісова флора вирізняється помітним біорізноманіттям, містить багато місцевих дерев, чагарників та папоротей, зокрема:
- Еспаньйольська сосна (Pinus occidentalis) — ендемік Гаїті.
- Бліда магнолія (Magnolia pallescens) — дерево, ендемічне для Гаїті, зникаючий вид Червоної книги МСОП.
- Західноіндійське червоне дерево (Swietenia mahagoni) — ендемік Карибського басейну та півдня Флориди.
- Домініканський кущ метелика (Buddleja domingensis) (син. Buddleja calcicola) — ендемік Гаїті.[2]